# AEMuseum
AEMuseum è un museo d'impresa dedicato all'Aem, azienda energetica milanese oggi assorbita da  A2A. Si trova nella Casa dell'Energia e dell'Ambiente, una sottostazione elettrica le cui officine meccaniche, ormai non più necessarie, sono state svuotate e dedicate all'attività didattica della fondazione.
Il museo è visitabile gratuitamente e su prenotazione, tranne in specifiche giornate in cui è aperto al pubblico liberamente.

## Storia
Il museo è aperto nel 2022 e nel 2023 viene aggiunta una sezione interattiva: prima, nello stesso luogo, vi era la sezione didattica della fondazione, dedicata alle scuole.

## Collezione
Il museo si trova in una vecchia officina meccanica di circa 200 m2 ed è diviso su due piani: la mostra ha inizio al primo piano, con una cronologia dell'elettricità a Milano e della storia dell'AEM. Sono in mostra anche oggetti della storia come il ratin, utilizzato per accendere le luci a gas della Galleria Vittorio Emanuele II, dei giornali, caschi, quadri delle costruzioni aziendali e si trova anche uno spazio per mostre legate ai temi del museo.
Al piano terra è presente la sezione interattiva.